# Avenida El Guanaco
Avenida El Guanaco es una arteria vial de Santiago de Chile, que recorre, en dos tramos que totalizan 5,6 kilómetros, las comunas de Independencia, Recoleta, Conchalí y Huechuraba. 

## Recorrido

### Primer tramo: comunas de Independencia, Recoleta y Conchalí
El primer tramo de Avenida El Guanaco posee 3,7 kilómetros de extensión y se inicia en la calle General Saavedra, como la continuación de la calle Bélgica de la comuna de Independencia.
En la calle Julio Martínez Prádanos, El Guanaco se convierte en límite comunal, con Independencia en la vereda poniente y Recoleta al este.
El estadio del club Unión Española se ubica junto a Avenida El Guanaco, entre la calle Julio Martínez Prádanos y Avenida Einstein.
En el punto de intersección entre el eje de la Avenida El Guanaco y la línea recta imaginaria que corresponde a la proyección al oriente del eje de la calle José Pérez Cotazos (90 metros al norte del cruce con la calle Pablo Urzúa), que se desarrolla al interior de un predio militar, El Guanaco se convierte en el límite de las comunas de Conchalí y Recoleta, encontrándose la primera en la vereda poniente, y el territorio recoletano al oriente. Dicho límite se extiende hasta la Autopista Vespucio Norte Express, donde termina el primer tramo, junto al Parque Vespucio Norte.

### Segundo tramo: comuna de Huechuraba
El segundo tramo (también conocido como Camino El Guanaco) tiene 1,9 kilómetros y se origina en la mencionada vía expresa, pero 500 metros al poniente de donde termina el primer tramo, como continuación de la Avenida General Gambino, aunque esta arteria y El Guanaco no se encuentran conectadas ya que están divididas por la autopista.
El Plan Regulador Metropolitano de Santiago señala como vía intercomunal principal a Avenida El Guanaco en Huechuraba, como parte del eje Puente Verde (en la comuna de Quilicura), El Guanaco Norte (Huechuraba) y El Guanaco.
La Avenida El Guanaco termina 1,3 kilómetros al norte de la calle Santa Elena de Huechuraba, última arteria con la que se conecta.

## Propuesta para la continuidad hacia el sur
Desde General Saavedra hasta Einstein, El Guanaco presenta dos pistas en sentido único sur-norte. Luego, presenta una calzada de una pista por sentido hasta la calle José Pérez Cotapos. Se había propuesto, para la continuidad de este eje al sur de Avenida Einstein, prolongar el doble sentido de tránsito hasta la calle Julio Martínez Prádanos, y desde ahí crear un par vial conformado por El Guanaco y General Saavedra (que actualmente tiene sentido oriente-poniente) para dirigirse de norte a sur, y por calle Belisario Prats (en este momento posee sentido norte-sur) y Avenida México (que no se encuentra conectada a Belisario Prats) para ir de sur a norte. Más hacia el sur la continuidad se habría conseguido a través de Belisario Prats en doble sentido hasta San José y Domingo Santa María.
Sin embargo, finalmente se anunció que el primer Plan Regulador de la comuna de Independencia contempla la prolongación hacia el sur de la calle Bélgica hasta la Avenida Domingo Santa María.

## Trabajos de reparación
Avenida El Guanaco es una de las vías que el Servicio de Vivienda y Urbanización Metropolitano está mejorando en el marco del Plan de Recuperación Vial que contempla una inversión total de ciento cincuenta mil millones de pesos chilenos (alrededor de trescientos millones de dólares estadounidenses), que es un esfuerzo conjunto del Ministerio de Vivienda y Urbanismo, el Ministerio de Obras Públicas y el Gobierno de la Región Metropolitana de Santiago. Esta millonaria inversión ha incorporado soluciones de aguas lluvia y colectores.
La calidad del asfalto que se
```
utiliza para recuperar la Avenida, además de la técnica utilizada, permiten desarrollar los trabajos en muy poco tiempo, sin afectar el resultado final.
```